# Sous-station Bastille
Sous-station Bastille je bývalá měnírna v Paříži postavená v roce 1911 pro potřeby pařížského metra. Budova je od roku 1992 chráněná jako historická památka. Od poloviny 20. století je využívána jako kancelářská budova.

## Umístění
Nachází se ve 4. obvodu poblíž Place de la Bastille a Bassin de l'Arsenal. Zabírá roh ulic Boulevard Bourdon, Rue de l'Arsenal a Rue de la Cerisaie.

## Historie
Budovu postavil v roce 1911 architekt Paul Friesé (1851–1917) pro Compagnie du chemin de fer métropolitain de Paris, která v Paříži provozovala metro. Jednalo se o součást sítě měníren. Uvnitř se až do poloviny 20. století nacházel rozlehlá strojovna tvořená čtyřmi motorgenerátory. Ty byly schopny převést vysokonapěťový střídavý proud dodávaný tepelnou elektrárnou v Saint-Denis na nízkonapěťový stejnosměrný proud použitelný v motorových vozidlech metra. V letech 1967–1971 byla ve spodní části budovy na Rue de la Cerisaie proražena okna. V roce 1992 byla budova zanesena na seznam historických památek.

## Popis
Měnírna je jednolitá budova s cihlovou fasádou a kovovou kostrou.

## Další stanice
V Paříži se nachází několik dalších památkově chráněných měníren:
- Sous-station Auteuil v 16. obvodu
- Sous-station Grenelle v 15. obvodu
- Sous-station Necker v 15. obvodu
- Sous-station Opéra v 9. obvodu
- Sous-station Temple v 10. obvodu